# This Time (canção de William Mangion)
"This Time" (tradução portuguesa: "Desta vez" foi a canção que representou Malta no Festival Eurovisão da Canção 1993 que teve lugar em Millstreet, na Irlanda. Foi interpretada em inglês por William Mangion. Foi a oitava canção a ser interpretada na noite do festival, a seguir à canção belga "Iemand als jij", cantada por Barbara Dex e  antes da canção islandesa  "Þá veistu svarið", cantada por Inga. terminou a competição em oitavo lugar, tendo recebido um total de 69 pontos. 

## Autores
A canção tinha letra e música de William Mangion e foi orquestrada por Paul Abela. 

## Letra
A canção é uma balada dramática, inspirada na  tradição soul music. Mangion envia esta canção a uma amante cuja infidelidade tinha sido recentemente descoberta, diz-lhe que o seu relacionamento terminara e que "desta vez Eu irei ser forte e não cairei novamente de amor. 

## Versões
Mangion gravou também uma versão em maltês desta canção com o título "Issa"